# Beechanahalli, Krishnarajpet
Beechanahalli là một làng thuộc tehsil Krishnarajpet, huyện Mandya, bang Karnataka, Ấn Độ.